# Corriverton
Corriverton est la ville la plus à l'est du Guyana. Il est situé à l'embouchure de la rivière Corentyne, en face de Nieuw Nickerie, Suriname, à laquelle il est relié par ferry depuis South Drain.
Corriverton est situé à environ 195 mi/313 km de Georgetown sur le côté est du Guyana, dans le comté de Berbice. Sa population en 2012 était de 11 386 habitants.
C'est une construction administrative moderne, composée de deux villes plus anciennes, Springlands et Skeldon, et diverses villes qui ont été nommées, ou plutôt numérotées (par exemple '78'), en l'honneur de ses plantations de canne à sucre, propriété de Bookers.
Corriverton a une population mixte d'hindous, de chrétiens et de musulmans vivant ensemble. C'est le site de nombreuses mosquées, temples et églises, et possède un excellent système éducatif.
Les hôtels de la ville comprennent Paraton Inn, Mahogany Hotel, Riverton Suites, Hotel Malinmar, Swiss Guest House et bien d'autres. Corriverton est très bon marché pour les touristes.

## Navette
Depuis 1998, le ferry CANAWAIMA relie Moleson Creek, à 10 km au sud de Corriverton, avec South Drain au Suriname. C'est le seul lien légal entre les deux pays, mais avant que la route ne soit refaite, de nombreux voyageurs préféraient prendre un aller-retour itinéraire. -itinéraire de piste. /réf>

## Origine du nom
Le nom de Corriverton vient de la fusion des mots Courantyne River Town.
Corriverton est situé à 313 km de Georgetown.
Un service de traversier le relie à New Nickerie.

## Ethnie
Corriverton a une population d'ascendance hindoue et africaine qui pratique l'hindouisme, l'islam et le christianisme, c'est pourquoi il n'est pas rare de trouver de nombreux temples, mosquées et églises hindous.